# Convoi no 79 du 17 août 1944
Le convoi no 79 du 17 août 1944 est le dernier convoi de déportation à quitter le camp de Royallieu (Compiègne) pour celui de Buchenwald pendant la Seconde Guerre mondiale.
Un wagon transportant 51 prisonniers politiques juifs – soustraits par Aloïs Brunner au camp de Drancy – fut adjoint au convoi, ce qui lui vaut d'être surnommé le convoi des 51 otages.

## Contexte historique
À partir du 15 août 1944 et après le succès du débarquement allié en Normandie, Raoul Nordling (consul de Suède) et Jacques de Rohan-Chabot (directeur de la Croix-Rouge française), négocient avec le général von Choltitz la libération de 3 245 prisonniers politiques internés en France. Le 17 août 1944, un accord est conclu transférant de la Wehrmacht à la Garde mobile l'autorité sur les camps de prisonniers situés sur le territoire français. Or, Royallieu est le seul camp en France dépendant exclusivement du Service de sécurité de la SS.

## Trajet
Initialement prévu de Royallieu le 11 août 1944, le départ du convoi est reporté à la suite de divers sabotages par des réseaux de résistants. Ainsi, dans l'après-midi du 17 août 1944 et pour éviter de nouveaux sabotages, les prisonniers sont discrètement transportés à bord de camions (camouflés avec du feuillage) jusqu'aux environs de Rethondes. Là, en pleine forêt, ils sont entassés dans des wagons à bestiaux.
Avertis du départ imminent d'un convoi de prisonniers, Raoul Nordling et Jacques de Rohan-Chabot tentent de faire valoir l'accord signé plus tôt pour empêcher le départ du train. La SS refusant toute autorité de la Wehrmacht, le train quitte la forêt de Compiègne le 18 août 1944 au matin. Nordling et Rohan-Chabot réitérèrent leur tentative à Soissons et à Reims, sans succès.
Jusqu'à la frontière, le train est régulièrement arrêté ou ralenti à cause des bombardements ou des destructions de voies. Dans la nuit du 18 au 19 août 1944, à Morcourt (Aisne) près de Saint-Quentin (Aisne), une quinzaine de prisonniers parviennent à s'évader dont René Kapel, Eddy Florentin, Jean Frydman, Jacques Lazarus,, César Chamay et André Amar, ainsi que Joseph Bleiberg.
Malgré les diverses tentatives pour retarder le convoi, ce dernier arrive à Buchenwald le 22 août 1944 dans un camp déjà surpeuplé et où il n'était plus attendu.

## Déportés

### Origine et destination
Si ce convoi comprend majoritairement des Français, les motifs d’arrestation sont, eux, variés. Il regroupe ainsi des résistants, des francs-tireurs et partisans français, des maquisards, des otages de la Somme ou encore des victimes de rafles de représailles. Cet ultime convoi contribuant à l’effort de guerre allemand, tous rejoignent des Kommandos de travail. Seule la moitié du convoi rentrera de déportation.

### Personnalités
On compte notamment parmi les déportés et otages de ce convoi :
- Robert Antelme
- José Bellec
- Marcel Bloch (Marcel Dassault)
- Bernard de Chalvron
- Victor Delplanque
- Jean Detraves
- Jacques Dognin
- Émile Faucheux
- Paula Kaufman
- Georges André Kohn
- Edouard Michaut
- François Michaut
- Marcel Serent
- Henri de Virel
- La Princesse Olga Galitzine
- Georges Schmitt
- Simone Schmitt
- Joseph Bleiberg
- Maurice Fournier

### Transferts
Le 13 septembre 1944, 482 déportés du convoi sont envoyés dans les mines de Neu-Stassfurt.
Quelques rares déportés sont transférés au camp de Dachau.
130 prisonniers de ce convoi mourront pendant les marches d’évacuation.